# Champions Challenge de hockey sobre hierba femenino de 2012
El Champions Challenge sobre hockey sobre hierba femenino de 2012 fue la séptima edición del Champions Challenge I femenino. Se llevó a cabo a partir del 29 de septiembre al 7 de octubre de 2012 en Dublín, Irlanda. El torneo fue clasificatorio para el Champions Trophy de hockey sobre césped femenino de 2014 que se celebrará en Argentina, donde el campeón obtendrá una plaza automática para competir.
Australia ganó el torneo al derrotar a Estados Unidos por 6-1, obteniendo así una plaza automática para participar del Champions Trophy Mendoza 2014.

## Clasificación
Los siguientes equipos fueron anunciados por la Federación Internacional de Hockey (FIH) para participar del torneo.
- Irlanda (país local)
- Australia (sexto en el Champions Trophy 2011)
- Bélgica (campeón del Champions Challenge II 2011)
- Estados Unidos (segundo del Champions Challenge I 2011)
- Escocia (tercero en el Champions Challenge I 2011)
- Sudáfrica (quinto en el Champions Challenge I 2011)
- India (séptimo en el Champions Challenge I 2011)
- Gales

## Calendario y resultados

### Primera ronda

#### Grupo A
| Equipo    | PJ | PG | PE | PP | GF | GA | DIF | Pts |
| --------- | -- | -- | -- | -- | -- | -- | --- | --- |
| Australia | 3  | 3  | 0  | 0  | 16 | 2  | +14 | 9   |
| Bélgica   | 3  | 2  | 0  | 1  | 8  | 8  | 0   | 6   |
| India     | 3  | 1  | 0  | 2  | 6  | 11 | −5  | 3   |
| Gales     | 3  | 0  | 0  | 3  | 2  | 11 | −9  | 0   |

| Fecha | Hora¹ | Partido   | Partido | Partido   | Resultado |
| ----- | ----- | --------- | ------- | --------- | --------- |
| 29.09 | 10:00 | India     | -       | Gales     | 3-0       |
| 29.09 | 12:30 | Australia | -       | Bélgica   | 4-1       |
| 30.09 | 10:30 | Bélgica   | -       | Gales     | 4-2       |
| 30.09 | 13:00 | India     | -       | Australia | 1-8       |
| 02.10 | 11:00 | Bélgica   | -       | India     | 3-2       |
| 02.10 | 13:30 | Australia | -       | Gales     | 4-0       |

#### Grupo B
| Equipo         | PJ | PG | PE | PP | GF | GA | DIF | Pts |
| -------------- | -- | -- | -- | -- | -- | -- | --- | --- |
| Estados Unidos | 3  | 2  | 0  | 1  | 7  | 4  | +3  | 6   |
| Escocia        | 3  | 1  | 2  | 0  | 2  | 1  | +1  | 5   |
| Irlanda        | 3  | 1  | 1  | 1  | 3  | 4  | −1  | 4   |
| Sudáfrica      | 3  | 0  | 1  | 2  | 2  | 5  | −3  | 1   |

| Fecha | Hora¹ | Partido        | Partido | Partido         | Resultado |
| ----- | ----- | -------------- | ------- | --------------- | --------- |
| 29.09 | 15:00 | Sudáfrica      | -       | Irlanda         | 0-1       |
| 29.09 | 17:30 | Estados Unidos | -       | Escocia         | 0-1       |
| 30.09 | 15:30 | Irlanda        | -       | Escocia         | 1-1       |
| 30.09 | 18:00 | Estados Unidos | -       | Sudáfrica       | 4-2       |
| 02.10 | 16:00 | Sudáfrica      | -       | Escocia         | 0-0       |
| 02.10 | 18:30 | Irlanda        | -       | Estados Unidos' | 1-3       |

### Segunda ronda
|  | Cuartos de final     | Cuartos de final     |                      |               | Semifinales            | Semifinales            |  |  | Final                | Final |
|  |                      |                      |                      |               |                        |                        |  |  |                      |       |
|  | 4 de octubre de 2012 |                      |                      |               |                        |                        |  |  |                      |       |
|  |                      |                      |                      |               |                        |                        |  |  |                      |       |
|  | Australia            | 2                    |                      |               |                        |                        |  |  |                      |       |
|  | Australia            | 2                    | 6 de octubre de 2012 |               |                        |                        |  |  |                      |       |
|  | Sudáfrica            | 1                    |                      |               |                        |                        |  |  |                      |       |
|  | Sudáfrica            | 1                    | Australia            | 2             |                        |                        |  |  |                      |       |
|  | 4 de octubre de 2012 |                      | Australia            | 2             |                        |                        |  |  |                      |       |
|  |                      | Escocia              | 0                    |               |                        |                        |  |  |                      |       |
|  | Escocia (PEN)        | Escocia              | 0                    | 1 (3)         |                        |                        |  |  |                      |       |
|  | Escocia (PEN)        |                      | 7 de octubre de 2012 | 1 (3)         |                        |                        |  |  |                      |       |
|  | India                | 1 (1)                |                      |               |                        |                        |  |  |                      |       |
|  | India                | 1 (1)                | Australia            | 6             |                        |                        |  |  |                      |       |
|  | 4 de octubre de 2012 |                      | Australia            | 6             |                        |                        |  |  |                      |       |
|  |                      | Estados Unidos       | 1                    |               |                        |                        |  |  |                      |       |
|  | Bélgica              | Estados Unidos       | 1                    | 1             |                        |                        |  |  |                      |       |
|  | Bélgica              | 6 de octubre de 2012 |                      | 1             |                        |                        |  |  |                      |       |
|  | Irlanda (pro.)       | 2                    |                      |               |                        |                        |  |  |                      |       |
|  | Irlanda (pro.)       | 2                    | Irlanda              | 1             | Tercer y cuarto puesto | Tercer y cuarto puesto |  |  |                      |       |
|  | 4 de octubre de 2012 |                      | Irlanda              | 1             | Tercer y cuarto puesto | Tercer y cuarto puesto |  |  |                      |       |
|  |                      | Estados Unidos       | 2                    |               |                        |                        |  |  |                      |       |
|  | Estados Unidos       | Estados Unidos       | 2                    | 7             | Escocia                | 2 (3)                  |  |  |                      |       |
|  | Estados Unidos       |                      |                      | 7             | Escocia                | 2 (3)                  |  |  |                      |       |
|  | Gales                | 3                    |                      | Irlanda (PEN) | 2 (4)'                 |                        |  |  |                      |       |
|  | Gales                | 3                    |                      |               | 2 (4)'                 |                        |  |  |                      |       |
|  |                      |                      |                      |               |                        |                        |  |  | 7 de octubre de 2012 |       |
|  |                      |                      |                      |               |                        |                        |  |  |                      |       |

|  | Perdedores de cuartos | Perdedores de cuartos |   |                      | 5º puesto            | 5º puesto |  |
|  |                       |                       |   |                      |                      |           |  |
|  |                       |                       |   |                      |                      |           |  |
|  | 6 de octubre de 2012  |                       |   |                      |                      |           |  |
|  | Sudáfrica (pro.)      | 3                     |   |                      |                      |           |  |
|  | India                 | 2                     |   |                      |                      |           |  |
|  |                       |                       |   |                      |                      |           |  |
|  |                       |                       |   |                      | 7 de octubre de 2012 |           |  |
|  |                       |                       |   |                      | Sudáfrica            | 1         |  |
|  |                       | Bélgica               | 2 |                      |                      |           |  |
|  |                       |                       |   |                      |                      |           |  |
|  |                       |                       |   |                      |                      |           |  |
|  |                       |                       |   |                      | 7º puesto            |           |  |
|  | 6 de octubre de 2012  | 6 de octubre de 2012  |   | 7 de octubre de 2012 | 7 de octubre de 2012 |           |  |
|  | Bélgica               | 8                     |   | India                | 4                    |           |  |
|  | Gales                 | 0                     |   |                      | Gales                | 0         |  |

#### Cuartos de final
| Fecha | Hora¹ | Partido        | Partido | Partido   | Resultado     |
| ----- | ----- | -------------- | ------- | --------- | ------------- |
| 04.10 | 10:30 | Escocia        | -       | India     | 1-1 (3-1 PEN) |
| 04.10 | 13:00 | Estados Unidos | -       | Gales     | 7-2           |
| 04.10 | 15:30 | Australia      | -       | Sudáfrica | 2-1           |
| 04.10 | 18:00 | Bélgica        | -       | Irlanda   | 1-2 (pro.)    |

#### Ronda del quinto al octavo lugar

##### Semifinales
| Fecha | Hora¹ | Partido   | Partido | Partido | Resultado  |
| ----- | ----- | --------- | ------- | ------- | ---------- |
| 06.12 | 10:00 | Sudáfrica | -       | India   | 3-2 (pro.) |
| 06.12 | 12:30 | Bélgica   | -       | Gales   | 8-0        |

##### Partido por el séptimo puesto (7°-8°)
| Fecha | Hora¹ | Partido | Partido | Partido | Resultado |
| ----- | ----- | ------- | ------- | ------- | --------- |
| 07.10 | 09:00 | India   | -       | Gales   | 4-0       |

##### Partido por el quinto puesto (5°-6°)
| Fecha | Hora¹ | Partido   | Partido | Partido | Resultado |
| ----- | ----- | --------- | ------- | ------- | --------- |
| 07.10 | 11:30 | Sudáfrica | -       | Bélgica | 1-2       |

#### Ronda del primer al cuarto lugar

##### Semifinales
| Fecha | Hora¹ | Partido   | Partido | Partido        | Resultado |
| ----- | ----- | --------- | ------- | -------------- | --------- |
| 06.10 | 15:00 | Australia | -       | Escocia        | 2-0       |
| 06.10 | 17:30 | Irlanda   | -       | Estados Unidos | 1-2       |

##### Partido por el tercer lugar (3°-4°)
| Fecha | Hora¹ | Partido | Partido | Partido | Resultado     |
| ----- | ----- | ------- | ------- | ------- | ------------- |
| 07.10 | 14:00 | Escocia | -       | Irlanda | 2-2 (3-4 PEN) |

##### Final
| Fecha | Hora¹ | Partido   | Partido | Partido        | Resultado |
| ----- | ----- | --------- | ------- | -------------- | --------- |
| 07.10 | 16:30 | Australia | -       | Estados Unidos | 6-1       |

## Estadísticas

### Clasificación final
1. Australia
2. Estados Unidos
3. Irlanda
4. Escocia
5. Bélgica
6. Sudáfrica
7. India
8. Gales